# Obrana ľudu
Obrana ľudu a csehszlovák hadsereg szlovák nyelven megjelenő egykori napilapja. Három lap egyesítésével (Bojovník, Svobodné Československo, Obrana vlasti) 1947. január 1-jén alapították, cseh testvérlapját Obrana lidu címmel adták ki. Heti mellékletét 1947-ben Zväz brannosti, 1948-ban Trať mládeže címmel jelentették meg. 1952. január 1-jétől az Obrana lidu napilappal egyesítették, amely ezt követően cseh és szlovák nyelvű írásokat egyaránt közölt.